# Mittquadratmethode
Die Mittquadratmethode (auch Mid-Square-Methode oder mittlere Quadratmethode genannt; aus dem englischen middle square method oder mid-square method) wurde 1946 von John von Neumann als einer der ersten Zufallszahlengeneratoren vorgestellt. Erst später wurde diese Funktion auch als Hash-Funktion benutzt.
Es ist eine einfache Methode, bei der von einer Ausgangszahl das Quadrat gebildet wird. Die mittleren Ziffern des Quadrats werden als erste Zufallszahl genommen. In der nächsten Iteration wird die vorherige Zufallszahl quadriert, und die mittleren Ziffern ergeben die nächste Zufallszahl usw., bis die Ausgabe dieser Zufallszahlenreihe beendet wird.
Die Ausgangszahl kann z. B. die Uhrzeit sein oder die Anzahl an Millisekunden, die seit dem Start des Computers vergangen sind. Donald Knuth zeigte, dass sich nach dieser Methode die Zufallszahlen nach 142 Zahlen wiederholen (bei Verwendung von 20-Bit-Zahlen).
Beim Hashing ist die Ausgangzahl der Schlüsselwert, und es ist nur eine Iteration notwendig.
Ein Vorteil ist die einfache Implementierung des Verfahrens. Die Nachteile sind der sehr hohe Rechenaufwand, die sehr kurze Periodenlänge und das häufige Abstürzen auf die Zahl Null. Für die Verwendung als Hash-Funktion ist das Verfahren nicht geeignet, da die Kollisionshäufigkeit bei bestimmten üblichen Schlüsselwertverteilungen größer ist als bei anderen, einfacheren Hashing-Verfahren (siehe z. B. Multiplikative Methode).
Diese Methode besitzt nur noch historische Bedeutung.

## Beispiel
Nach jeder Iteration werden jeweils die beiden mittleren Ziffern ausgewählt:
62 · 62 = 3844

84 · 84 = 7056

5 · 5 = 0025

2 · 2 = 0004

0 · 0 = 0000

...